# Simsnäppor
Simsnäppor är en grupp med tre smalhalsade arter av vadare vanligtvis placerade i släktet Phalaropus. De är speciellt kända för två saker: sitt häckningsbeteende och sin unika teknik vid födosök.

## Taxonomi
Tidigare behandlades simsnäpporna som en egen familj eller underfamilj inom familjen snäppor. DNA-studier visar dock att de är en del av snäpporna, närmast tereksnäppan, drillsnäpporna i Actitis och storsnäpporna i Tringa. Gruppen består av följande tre arter:
- Brednäbbad simsnäppa (Phalaropus fulicarius)
- Smalnäbbad simsnäppa (Phalaropus lobatus)
- Präriesimsnäppa (Phalaropus tricolor)

Präriesimsnäppan placeras ofta i det egna släktet Steganopus. Många taxonomer slår ihop de båda släktena och gruppens trivialnamn "simsnäppor" används då synonymt med det sammanslagna släktets vetenskapliga namn Phalaropus. 

### Fossila fynd och evolution
En fossil art, Phalaropus elenorae, är känd från mellersta pliocen, det vill säga för tre till fyra miljoner år sedan. Ett fragment av ett korpben (coracoid) från sen oligocen (cirka 23 miljoner år sedan) funnet nära Créchy i Frankrike ansågs också vara en primitiv form av simsnäppa; den kan utgöra en tidig art inom släktet Phlaropus eller en förhistorisk släkting. Gruppens avvikelse ifrån sina närmaste släktingar kan dateras till runt denna tidpunkten, vilket bevisas av fossila fynd (främst av Tringa-snäppor) och stöds av preliminära data från DNA-sekvensering. Det bör påpekas att de sista resterna av Turgajhavet försvann runt denna period och med utgångspunkt från utbredningen av de fossila fynden är det högst sannolikt att denna process spelade en viktig roll för uppdelningen av kladen med 'Tringa-snäppor och simsnäppor.

## Utbredning och utseende
Två av arterna, brednäbbad simsnäppa och smalnäbbad simsnäppa, är långflyttare som häckar kring polcirkeln och övervintrar i tropiska oceaner. Präriesimsnäppan häckar i västra Nordamerika och övervintrar i Sydamerika. De har en längd på mellan 15 och 25 cm, med flikiga tår och en rak, smal näbb. De är övervägande grå och vita på vintern men med röda fjäderfält i häckningsdräkt.

## Ekologi och beteende
Smalnäbbad och brednäbbad simsnäppa är ovanliga bland vadarna eftersom de är pelagiska, det vill säga att de tillbringar merparten av sina liv, utanför häckningssäsongen, långt ute till havs. Simsnäpporna är halofila, det vill säga att de främst förekommer i salta biotoper, och födosöker i stora antal i saltsjöar som Mono Lake i Kalifornien och Great Salt Lake i Utah.

### Födosök
När en smalnäbbad simsnäppa födsöker brukar den ofta simma runt i en snabb cirkel så att en liten strömvirvel bildas. Man tror att detta beteende underlättar födoinsamling genom att det rör upp mat från botten i grunda vatten. Fågeln sträcker näbben mot virvelns mitt och plockar upp de små insekter och kräftdjur fångats av strömvirveln.

### Omvänd könsordning och häckning
Simsnäpporna har så kallad omvänd könsordning. Detta innebär att honan är större och bär en kraftfullt färgad häckningsdräkt och beter sig aggressivt vid parbildning, slåss om häckningsplatser och försvara sitt rede. Så fort honan lagt sina ägg flyttar hon söderut till vinterkvarteret och lämnar hanen att ruva och ta hand om ungarna.